# Rich Cronin
Richard Burton “Rich” Cronin (Roxbury, Massachusetts, 30 de agosto de 1974 – Boston, 8 de setembro de 2010) foi um cantor e compositor estadunidense.
Vocalista e principal compositor do LFO (abreviação de Lyte Funky Ones), Rich fez sucesso com a sua música "Summer Girls", de 1999.
Morreu de leucemia aos 35 anos de idade.